# Oxalidàcies
Les oxalidàcies (Oxalidaceae) són una família de plantes angiospermes de l'ordre de les oxalidals (Oxalidales), dins del clade de les fàbides, un subclade de les ròsides. Aquesta família és cosmopolita i conté més de 650 espècies agrupades en cinc gèneres. La major part de les espècies pertanyen al gènere Oxalis, les agrelles.

## Descripció
Habitualment són plantes herbàcies perennes tuberoses o rizomatoses, en alguns casos anuals, o arbusts i rarament arbres. Aquestes plantes es caracteritzen per contenir oxalats. Les fulles acostumen a ser compostes i es disposen de manera alternada o són basals, els folíols són enters i sovint es pleguen de nit o en cas de temps fred. Les flors són hermafrodites amb heterostilia i amb la corol·la actinomorfa, tot i que en alguns casos manca de pètals que en alguns casos es troben soldats per la base. El calze és format per cinc sèpals que persisteixen en fructificar, la corol·la conté cinc pètals que poden ser de color blanc, vermell, violeta, porpra o groc. L'androceu és format per 10 estams, al gineceu hi ha cinc carpels, habitualment soldats formant un ovari pentalocular, l'ovari és súper i amb placentació habitualment axil·lar, els estils són persistents. Les flors no acostumen a ser solitàries i sovint s'agrupen en inflorescències cimoses o racemoses. La pol·linització és entomòfila, el fruit és una càpsula loculicida o una baia, la dispersió acostuma a ser autòcora.

## Taxonomia
Aquesta família va ser publicada per primer cop l'any 1818, amb el nom d'Oxalideae, a l'obra Narrative of an Expedition to Explore the River Zaire, usually called the Congo in South Africa pel botànic escocès Robert Brown (1773-1858).

### Gèneres
Dins d'aquesta família es reconeixen els cinc gèneres següents:
- Averrhoa L.
- Biophytum DC.
- Dapania Korth.
- Oxalis L.
- Sarcotheca Blume

Cal destacar el gènere Oxalis que conté la major part de les espècies, 568, el segon més nombrós és Biophytum, amb 81, i el tercer Sarcotheca amb 12.